# Una storia importante
«Una storia importante» (с итал. — «Важная история») — сингл известного итальянского певца и композитора Эроса Рамаццотти, который был выпущен в 1984 году в альбоме «Cuori agitati».

## Описание
После участия Рамаццотти на фестивале «Сан-Ремо» с композицией «Terra promessa», и после победы в номинации «Молодёжь», Эрос снова возвращается к данному фестивалю и снова принимает в нём участие уже в 1985 году с песней «Una storia importante». На этот раз Рамаццотти занял 6 место.
После конкурса, песня стала хитом во многих европейских странах, в частности, во Франции, где было продано больше миллиона копий сингла.

### Видеоклип
На данную композицию в тот же период был снят музыкальный видеоклип. На протяжении всего видеоклипа герой Эроса Рамаццотти стоит возле стены в неком помещении и смотри на горящий камин.

### Переиздание
В 1997 году песня была переиздана в первом сборнике лучших песен Эроса Рамаццотти «Eros», а затем — в двойном альбоме «e²» 2007 года.

## Список композиций
1. Una storia importante — 3:35;
2. Respiro nel blu — 3:25.

## Чарты
| Страна    | Наивысшая позиция |
| --------- | ----------------- |
| Италия    | 1                 |
| Швейцария | 7                 |
| Франция   | 2                 |